# Niklas Post
Niklas Post (* 2000 in Hamburg) ist ein deutscher Schauspieler.

## Leben
Von 2011 bis 2013 stand Post zwei Mal pro Woche im Disney-Musical Tarzan in der Rolle des kleinen Tarzan in der Neuen Flora in Hamburg auf der Bühne.
2015 spielte er im Kinofilm Nebel im August unter der Regie von Kai Wessel. 2016 stand er für die deutschen Kriminalserien Großstadtrevier und Tatort vor der Kamera. Für ein Studentenprojekt der deutschen Film- und Fernsehakademie mit dem Titel Nachtfalter verkörperte Post die Hauptrolle Benjamin. In der im Jahre 2018 produzierten deutsch-französischen TV-Serie Deutsch-Les-Landes spielte Post als „Dominik“ eine durchgehende Ensemblerolle neben seinem Filmvater, gespielt von Christoph Maria Herbst.

## Filmografie
- 2013: Die Pfefferkörner
- 2014: Sibel & Max (TV-Serie)
- 2015: Nebel im August (Kinospielfilm)
- 2016: Großstadtrevier (TV-Serie)
- 2016: Tatort Oldenburg (TV-Serie)
- 2017: Nachtfalter (Kurzspielfilm)
- 2017: Doppelzimmer für Drei (TV-Film)
- 2017: Tatort: Böser Boden
- 2018: Deutsch-Les-Landes (Streaming-Serie)
- 2019: Die Kanzlei (TV-Serie, Folge Schattenspiele)
- 2019: Polizeiruf 110: Kindeswohl
- 2019: Notruf Hafenkante (TV-Serie, Folge Daddy Cool)
- 2019: Eine fremde Tochter (Fernsehspiel)
- 2021: In aller Freundschaft – Die jungen Ärzte (TV-Serie, Folge Mitläufer)
- 2022: Tatort: Borowski und der Schatten des Mondes (Fernsehreihe)
- 2022: Morden im Norden (TV-Serie, Folge 127 Vineta)